# Calw
Calw – miasto powiatowe w Niemczech, w kraju związkowym Badenia-Wirtembergia, w rejencji Karlsruhe, w regionie Nordschwarzwald, siedziba powiatu Calw, oraz wspólnoty administracyjnej Calw. Leży w północnym Schwarzwaldzie, nad rzeką Nagold, ok. 30 km na zachód od Stuttgartu, przy drogach krajowych B295, B296 i B463.
W Calw urodził się Hermann Hesse.

## Galeria

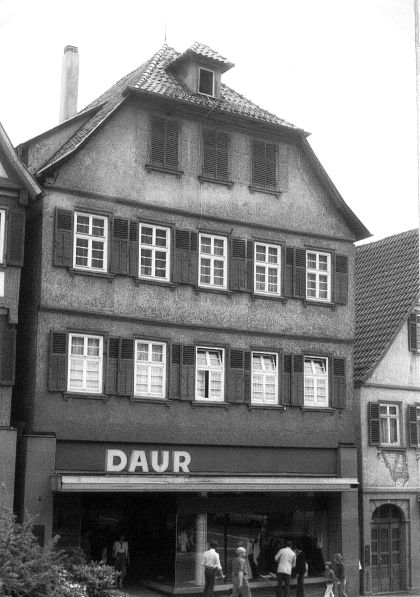
Dom Hermanna Hessego
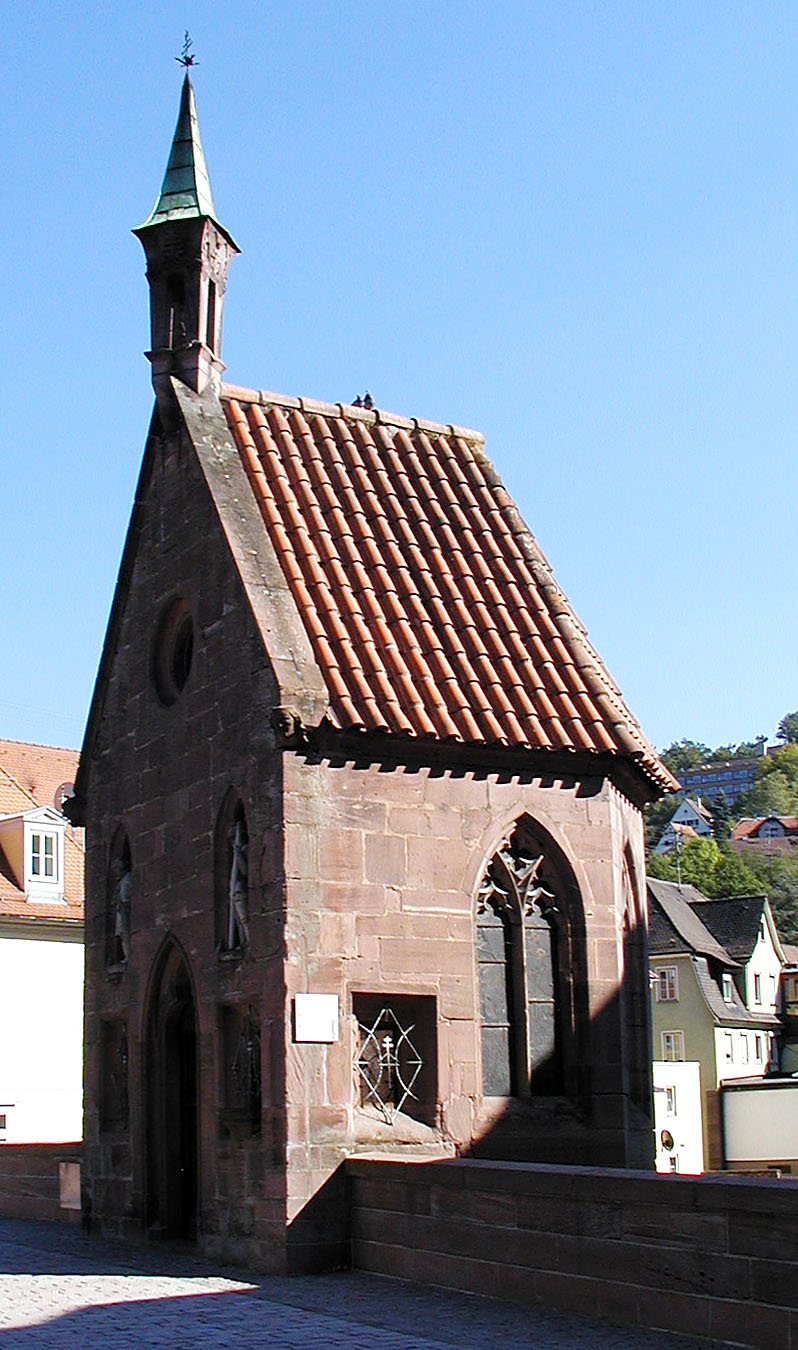
Kaplica św. Mikołaja (St. Nikolaus)
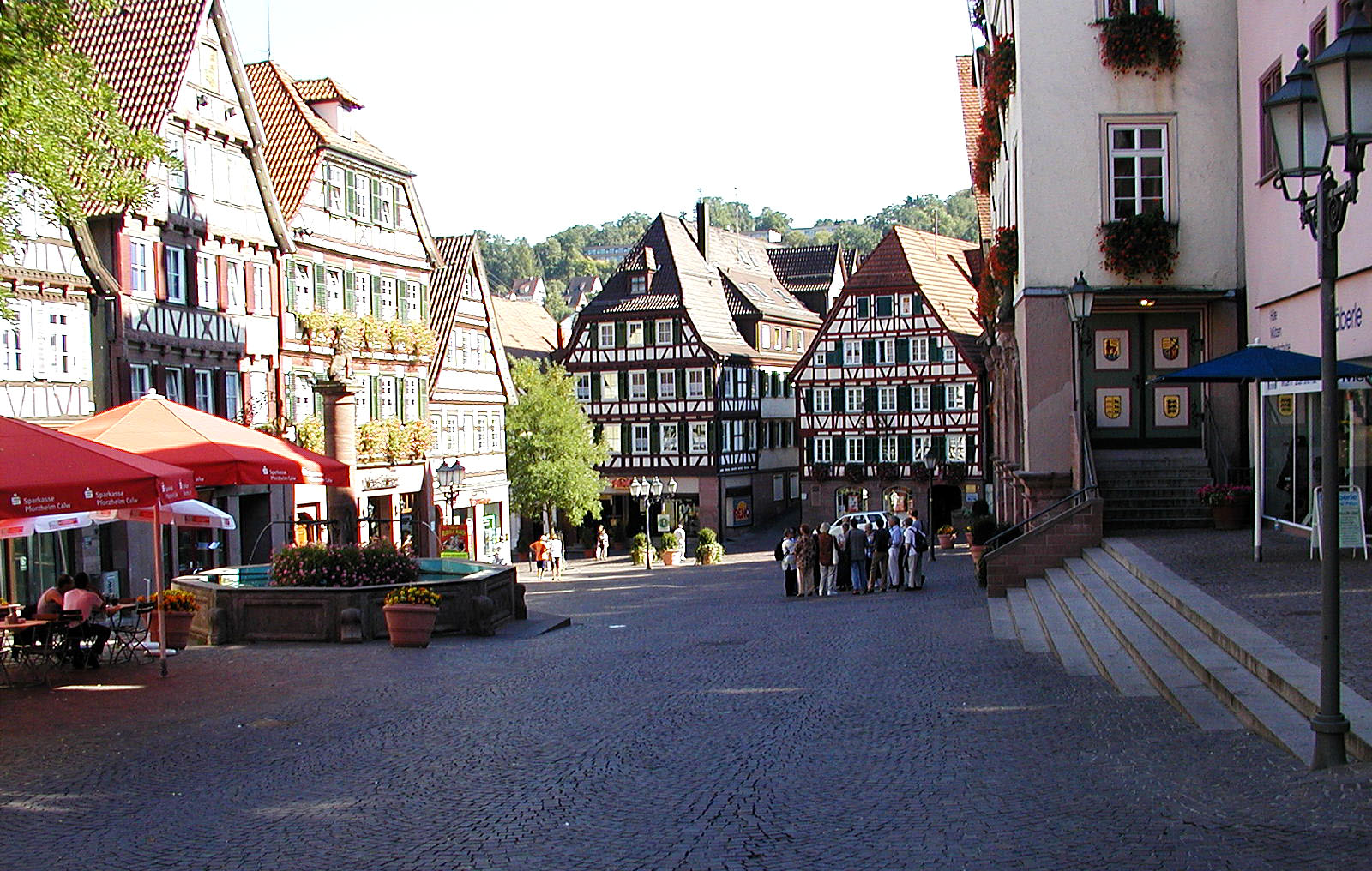
Rynek

## Współpraca
Miejscowości partnerskie:
- Laces, Włochy
- Weida, Turyngia